# 하워드 애시먼
하워드 애시먼 (Howard Ashman, 1950년 5월 17일 ~ 1991년 3월 14일)은 미국의 극작가이자 영화 음악 작사가이다. 애시먼은 보스턴 대학과 고다드 대학에 재학하였으며 (터프트 대학의 여름 극장에도 머물렀음) 1974년 인디아나 대학을 통해 석사 학위를 취득하였다. 그는 앨런 멘켄과 함께 디즈니의 유명한 애니메이션 장편 영화 음악을 작업하였는데, 애시먼이 작사를 맡고 멘켄이 작곡하였다.
애시먼은 메릴랜드주 볼티모어의 유대인 가정에서 하워드 엘리엇 애시먼이라는 이름으로 태어났다. 뉴욕의 WPA 극장의 예술 감독이었던 그는 자신의 연극 The Confirmation을 프린스턴의 맥카터 극장에서 허쉘 버나르디를 주연으로 1979년 상연하였다. 그가 앨런 멘켄과 함께 음악 작업을 시작한 것은 커트 보네거트의 God Bless You, Mr. Rosewater를 각색한 1979년 뮤지컬에서부터였다. 《리틀 샵 오브 호러스》에서는 애시먼이 감독, 작사가, 가극 작가로 멘켄과 함께 참여하였으며, 드림 데스크 상 작사 부문을 수상하였다.
1986년 뮤지컬 Smile (마빈 햄리시 음악)에서 애시먼은 감독, 작사, 극작가로 참여하였다. 같은 해 애시먼은 자신의 뮤지컬 리틀 샵 오브 호러스를 각색하여 제작한 프랭크 오즈 감독의 영화에서 각본을 썼으며, 새로운 두 노래 "Some Fun Now", "Mean Green Mother From Outer Space"의 가사를 쓰기도 하였으며, 후에 아카데미 상 후보에 오르기도 한다. 애시먼은 멘켄과 함께 작업한 작품을 통해서 두 개의 그래미 상과 두 개의 골든 글로브, 그리고 오스카 상을 수상하였다. 그의 두 번째 아카데미 상은 그가 사망한 이후 받은 1992년 주제가 상으로, 동료인 빌 라운치가 대신해서 수령하였다.
그는 40세에 뉴욕 시 (캘리포니아주 로스앤젤레스라고도 함)에서 《미녀와 야수》와 《알라딘》를 작업하던 중 에이즈에 감염되어 사망하였다. 함께 음악을 작업한 애시먼과 멘켄은 《미녀와 야수》의 노래와 《알라딘》의 11가지 노래를 완성하였다. 알라딘의 경우는 완성한 영화에 세 곡만 등장하였는데, ("아라비안 나이트", "나같은 친구", "알리 왕자") 팀 라이스가 애시먼을 대신하여 멘켄과 함께 영화의 노래를 완성하였다. 《미녀와 야수》는 특별히 애시먼을 기리는 작품이 되었는데, 영화의 마지막 크레딧에 헌정사가 다음과 같이 등장한다. 이 헌정사는 2001년 IMAX 재개봉에서도 남아있었다.
| “ | 인어공주에게 목소리를, 야수에게 영혼을 준 우리의 동료, 하워드. 우리는 언제나 그에게 감사할 것입니다. | ” |

2001년 애시먼의 이름은 디즈니 레전드에 오르게 되었다. 2008년 11월 11일에는 PS 클래식에서 미국 의회 도서관 "작곡가 시리즈"의 일부로 애시먼이 자신의 노래를 부른 음반 Howard Sings Ashman을 발매하였다.
애시먼은 볼티모어의 오헵 샬롬 메모리얼 공원에 매장되어 있다.

## 주요 작품
- God Bless You, Mr. Rosewater (1979) (작사가, 가극 작가, 감독)
- 《리틀 샵 오브 호러스》 (1982) (작사가, 가극 작가, 감독)
- Smile (1986) (작사가, 가극 작가, 감독)
- 《흡혈 식물 대소동》 (1986) (작사가, 극작가)
- 《올리버와 친구들》 (1988) ("Once Upon A Time In New York City" 작사)
- 《인어공주》 (1989) (작사가, 협력 제작, 일부 대사 추가)
- "Cartoon All-Stars to the Rescue" (1990) ("Wonderful Way To Say No" 작사)
- 《미녀와 야수》 (1991) (작사가, 제작 지휘) (헌정)
- 《알라딘》 (1992) (작사가)